# Emotions (album des Pretty Things)
Pour les articles homonymes, voir Emotion (homonymie).
Albums de The Pretty Things
Get the Picture?
(1965) S.F. Sorrow
(1968)
Emotions est le troisième album des Pretty Things, sorti en 1967. Il voit le groupe commencer à s'éloigner du rhythm and blues de ses débuts. Des arrangements orchestraux ont été ajoutés à la demande de Fontana, contre l'avis du groupe, qui quitte peu après le label pour signer chez EMI.

## Titres

### Face 1
1. Death of a Socialite (Stirling, May, Taylor) — 2:44
2. Children (May, Taylor, Waller) — 3:05
3. The Sun (May, Waller) — 3:06
4. There Will Never Be Another Day (May, Taylor, Waller) — 2:22
5. House of Ten (May, Taylor, Waller) — 2:54
6. Out in the Night (Stirling, Taylor) — 2:44

### Face 2
1. One Long Glance (May, Taylor, Waller) — 2:54
2. Growing in My Mind (May, Taylor) — 2:21
3. Photographer (May, Stirling, Taylor) — 2:07
4. Bright Lights of the City (May, Waller) — 3:02
5. Tripping (May, Taylor) — 3:26
6. My Time (May, Taylor, Waller) — 3:09

### Titres bonus
La version remasterisée de l'album, sortie chez Repertoire en 2002, contient onze titres bonus : plusieurs titres tirés de singles de l'époque, dont la reprise des Kinks A House in the Country, et des versions alternatives de certaines chansons, sans l'accompagnement orchestral présent sur l'album original.
1. A House in the Country (Davies) – 2:59
2. Progress (Halley, Spencer) – 2:40
3. Children (May, Taylor, Waller) (version single) – 2:59
4. My Time (May, Taylor, Waller) (version single) – 2:57
5. Death of a Socialite (May, Stirling, Taylor) (version single) – 2:41
6. Photographer (May, Stirling, Taylor) (version single) – 2:06
7. There Will Be Another Day (May, Taylor, Waller) (version alternative) – 2:25
8. My Time (May, Taylor, Waller) (version alternative) – 3:11
9. The Sun (May, Waller) (version alternative) – 3:09
10. Progress (Halley, Spencer) (version alternative) – 2:53
11. Photographer (May, Stirling, Taylor) (version alternative) – 2:14

### Emotions & Singles A's & B's
En 2008, Emotions a également été réédité chez Recall, sous le titre Emotions & Singles A's & B's. Il se présente sous la forme d'un double album : le premier disque reprend l'album original, et le second est une compilation des titres des Pretty Things sortis en single entre 1967 et 1971, dont plusieurs se trouvent également sur les rééditions des albums S.F. Sorrow et Parachute.
1. A House in the Country — 3:00
2. Progress — 2:42
3. Photographer — 2:14
4. There Will Never Be Another Day — 2:25
5. My Time — 3:10
6. The Sun — 3:09
7. Progress — 2:57
8. Defecting Grey — 4:30
9. Mr. Evasion — 3:28
10. Talkin' About the Good Times — 3:39
11. Walking Through My Dreams — 3:37
12. Private Sorrow — 4:04
13. Balloon Burning — 3:48
14. The Good Mr. Square — 3:01
15. Blue Serge Blues — 3:52
16. October 26 — 4:54
17. Cold Stone — 3:09
18. Summertime — 4:27
19. Circus Mind — 2:00
20. Stone-Hearted Mama — 3:28

## Musiciens

### The Pretty Things
- Skip Alan : batterie, chant
- Phil May : chant, basse, guitare
- John Povey : percussions, chant
- Dick Taylor : basse, guitare, chant
- Wally « Waller » Allen : basse, chant

### Autres musiciens
- Reg Tilsey : direction d'orchestre
- A. Hall : trompette
- J. Gray : saxophone alto, saxophone soprano, saxophone ténor
- J. Edwards, K. Christie : trombone
- G. Wallace : trombone basse
- J. Shinebourne, W. de Mont, R. Kok, L. Ross : violoncelle
- J. Collier : basse
- Marie Goossens : harpe
- B. Ezzard, G. Bowen : trompette